# Une femme m'apparut
Une femme m'apparut est un roman autobiographique de Renée Vivien, paru en 1904, puis dans une version remaniée en 1905. Il s'agit d'un roman à clef inspiré de son histoire d'amour avec Natalie Clifford Barney (rebaptisée Vally dans la version de 1904, et Lorély dans la version de 1905).

## Résumé
La narratrice rencontre Vally/Lorély dans le salon qu'elle tient. Elle en tombe amoureuse, mais l'inconstance de Vally/Lorély, grande séductrice, la fait souffrir. La mort de son amie d'enfance Ione la plonge dans le désarroi.

## Analyse
L'héroïne du roman est une poétesse, et le personnage androgyne de San Giovanni joue le rôle de son « double idéal ». Ce personnage espère « le triomphe définitif du Principe Femelle, c’est-à-dire du Bien et du Beau ». Le roman « réintroduit Sappho dans l’orbe d’un féminin exclusif », les personnages soulignant l'absence d'hommes dans la poésie de Sappho.
Le personnage de Vally/Lorély s'inspire de Natalie Clifford Barney, riche héritière américaine qui vivait ses amours lesbiennes au grand jour à Paris. Le personnage d'Ione est inspiré de Violette Shilletto, amie d'enfance de Pauline Tarn/Renée Vivien, morte de la fièvre typhoïde en 1901 ; le personnage de Dagmar s'inspire d'Olive Custance, qui épousa Alfred Douglas en 1902 ; et les personnages de Pétrus et Doriane sont calqués sur Joseph-Charles Mardrus et la femme de lettres Lucie Delarue-Mardrus.

## Éditions
- Une femme m’apparut, Paris, Éditions Alphonse Lemerre, 1904, 270 p.   (Wikisource)
- Une femme m’apparut, Paris, Éditions Alphonse Lemerre, 1905, 226 p.   (Wikisource), nouvelle version

### Principales rééditions
- Renée Vivien, Une femme m'apparut, Régine Deforges, 1977, 164 p. (ISBN 978-2901980629).édition de 1905
- Renée Vivien (préf. Melanie C. Hawthorne), Une femme m'apparut : suivi d'une anthologie de poèmes, Adventice, 2008, 280 p. (ISBN 978-2-9524074-4-1).édition de 1904
- Renée Vivien (préf. Nicole G. Albert), L'Aimée : Une femme m'apparut, Talents hauts, coll. « Les Plumées », 2019, 208 p. (ISBN 978-2-36266-320-8).édition de 1905
- Renée Vivien (préf. Andrea Schellino), Une femme m'apparut, Rivages, coll. « poche », 2024, 150 p. (ISBN 978-2-7436-6177-9).édition de 1904